# Байер, Удо
Удо Байер (нем. Udo Beyer; род. 9 августа 1955, Айзенхюттенштадт) — немецкий толкатель ядра, многократный чемпион ГДР, чемпион и призёр чемпионатов Европы и Олимпиад, рекордсмен Европы и мира, участник четырёх Олимпиад.

## Карьера
На летних Олимпийских играх 1976 года в Монреале Байер стал олимпийским чемпионом, толкнув ядро на 21,05 м. Через четыре года в Москве Байер занял третье место с результатом на 1 см лучше, чем на предыдущей Олимпиаде. Команда ГДР бойкотировала летнюю Олимпиаду 1984 года в Лос-Анджелесе, поэтому Байер не принимал в ней участия. На летних Олимпийских играх 1988 года в Сеуле Байер стал четвёртым с результатом 21,40 м. На последней для себя Олимпиаде 1992 года в Барселоне выбыл из соревнований на предварительной стадии, показав результат 18,47 см.